# FP Большого Пса
FP Большого Пса (лат. FP Canis Majoris) — одиночная переменная звезда в созвездии Большого Пса на расстоянии (вычисленном из значения параллакса) приблизительно 50803 световых лет (около 15576 парсеков) от Солнца. Видимая звёздная величина звезды — от +13,5m до +12,8m.

## Характеристики
FP Большого Пса — пульсирующая переменная звезда, классическая цефеида (DCEP:).